# Прохоров Семен Маркович
Семе́н Ма́ркович Про́хоров (30 січня (11 лютого) 1873, Малоярославець, тепер місто Калузької області, Росія — 23 липня 1948, Харків) — український живописець. Заслужений діяч мистецтв УРСР (1941).

## Біографія
Народився Семен Прохоров в родині ткача. Ранні спогади митця пов'язані саме з робітничою казармою, де жила родина.
1904 року закінчив Московське училище живопису, скульптури та архітектури, 1909 року — Петербурзьку академію мистецтв (у Іллі Рєпіна). Навчання пройшло успішно. Будучи студентом, митець одержав премію А. Куїнджі за роботу «Без панів». З чотирьох його конкурсних ескізів два було примійовані. Картина «Хвора дитина», за яку він одержав звання художника, була придбана Академією мистецтв.
Викладав у Харківському художньому училищі (у 1913—1922 роках), у Харківському художньому інституті (у 1922—1948 роках, від 1936 року — професор).
Під час революційних подій 1905 року Прохоров бере участь у студентських сходках. Вражений цими подіями, повертається з літніх канікул до Академії з великою кількістю етюдів і картиною «Агітатор на селі».
1907 року Рєпін залишив Академію і Прохоров закінчував навчання у Чистякова [Архівовано 9 січня 2018 у Wayback Machine.], спеціалізуючись на жанрі портрета. Потім два роки вчився на педагогічних курсах при Академії, всерйоз захопившись викладанням. Відгукнувся на заклик Рєпіна і вирушив до Томська з метою організації художньої школи, яка згодом зажила доброї слави. 1911 року він влаштовує виставку своїх робіт у Томську, яка стала помітною подією в житті міста.
Серед учнів: Інна Городецька, Віктор Савенков, Єфрем Світличний, Олександр Довгаль, Сергій Стешенко.

## Творчість
З весни до осені 1910 року художник відвідує Німеччину, Францію, Італію, Грецію, Туреччину. Під час поїздки на Капрі знайомиться з Горьким, де й пише його портрет.
Пізніше, внаслідок побачених жахів війни, на світ з'явилися психологічно місткі роботи — «Портрет чеського композитора», «Солдати» «Чекання», «У колонії» (1915-1918). Коли 1918 року Прохоров повертається до Харкова, настає пора розквіту його мистецтва насамперед у портреті і картині. Серед чисельних творів цього періоду: «Автопортрет», «Жіночий портрет», «Чотири пори року», «Жниці».
Художник прагне осмислити нові зміни в житті країни, шукає нові прийоми, засоби втілення свого бачення. Ігор Шаров зазначає, що Прохоров багато експериментує з матеріалами, захоплюється темперою, аквареллю, мішаною технікою. Його твори експонуються на чисельних виставках у Харкові, Москві і Ленінграді. Тематичні твори 20-х років «Сільська комуна» (1927), «Перше травня» (1927), «Жінвідділ» (1928) підкреслено декоративні. Їхній образний лад і композиційна побудова співвіднесені з традиційними рішеннями, де велика увага приділяється деталі, орнаментально-узагальненому силуету. На зламі 20-30-х років у творах митця переважає широта і безпосередність бачення людини, що знайшло втілення в циклі проникливих і поетичних жіночих образів.

## Твори
- «Хвора дитина» (1909).
- «Портрет О. М. Горького» (1910).
- Цикл «В колонії» (1915—1918)
- «Жниці» (1922—1923).
- «На Дніпробуді» (1929).
- «Виступ С. Орджонікідзе в робітничому клубі» (1937).
- «Повернення демобілізованого воїна» (1947).